# Henriette-Marie de Brandebourg-Schwedt
Henriette Marie de Brandebourg-Schwedt (2 mars 1702 probablement à Berlin – 7 mai 1782 à Köpenick), est la petite-fille du "Grand électeur" Frédéric-Guillaume Ier de Brandebourg. Elle est la fille de Philippe-Guillaume de Brandebourg-Schwedt (1669-1711), le fils aîné de l'électeur de son second mariage avec Sophie Dorothée de Schleswig-Holstein-Sonderbourg-Glücksbourg (en). Sa mère est Jeanne-Charlotte d'Anhalt-Dessau (1682-1750), la fille du prince Jean-Georges II d'Anhalt-Dessau.

## Biographie
Elle épouse le 8 décembre 1716 à Berlin le prince Frédéric-Louis de Wurtemberg (1698-1731), fils unique du duc Eberhard-Louis de Wurtemberg. Le couple a deux enfants:
- Eberhard Frédéric (1718-1719)
- Louise-Frédérique de Wurtemberg (1721-1791), épouse Frédéric II de Mecklembourg-Schwerin.

Henriette Marie est décédée le 7 mai 1782, à l'âge de 81 ans, et est enterrée dans la crypte sous l'église du palais de Köpenick, où elle a passé ses années de veuvage. Sa fille installe une plaque de marbre noir dans la crypte pour commémorer sa mère. Dans les années 1960, le cercueil est incinéré, avec la permission de la famille des Hohenzollern, et l'ancienne crypte (comme décrit par Fontane) est murée. Son urne est enterrée en dessous de la plaque de marbre noir.